# Rhabdomastix (Rhabdomastix) flava
Rhabdomastix (Rhabdomastix) flava is een tweevleugelige uit de familie steltmuggen (Limoniidae). De soort komt voor in het Nearctisch gebied.